# العلاقات الأرمنية الكرواتية
العلاقات الأرمينية الكرواتية هي العلاقات الثنائية التي تجمع بين أرمينيا وكرواتيا.

## مقارنة بين البلدين
هذه مقارنة عامة ومرجعية للدولتين:
| وجه المقارنة                                              | أرمينيا                    | كرواتيا                                                  |
| --------------------------------------------------------- | -------------------------- | -------------------------------------------------------- |
| المساحة (كم2)                                             | 29.74 ألف                  | 56.59 ألف                                                |
| عدد السكان (نسمة)                                         | 2.93 مليون                 | 4.11 مليون                                               |
| الكثافة السكانية (ن./كم²)                                 | 98.52                      | 72.63                                                    |
| العاصمة                                                   | يريفان                     | زغرب                                                     |
| اللغة الرسمية                                             | لغة أرمنية                 | اللغة الكرواتية                                          |
| العملة                                                    | درام أرميني                | كونا كرواتية                                             |
| الناتج المحلي الإجمالي (بليون دولار)                      | 11.54 مليار                | 54.85 مليار                                              |
| الناتج المحلي الإجمالي (تعادل القوة الشرائية) بليون دولار | 25.41 مليار                | 94.64 مليار                                              |
| الناتج المحلي الإجمالي الاسمي للفرد دولار أمريكي          | 3.49 ألف                   | 11.54 ألف                                                |
| الناتج المحلي الإجمالي للفرد دولار أمريكي                 | 8.07 ألف                   | 21.64 ألف                                                |
| مؤشر التنمية البشرية                                      | 0.743                      | 0.818                                                    |
| رمز المكالمات الدولي                                      | +374                       | +385                                                     |
| رمز الإنترنت                                              | .am، .հայ ‏                 | .hr                                                      |
| المنطقة الزمنية                                           | ت ع م+04:00، توقيت أرمينيا | توقيت وسط أوروبا، ت ع م+01:00، ت ع م+02:00، أوروبا/زغرب ‏ |

## منظمات دولية مشتركة
يشترك البلدان في عضوية مجموعة من المنظمات الدولية، منها:
| علم المنظمة | اسم المنظمة                               | تاريخ انضمام أرمينيا | تاريخ انضمام كرواتيا |
| ----------- | ----------------------------------------- | -------------------- | -------------------- |
|             | وكالة ضمان الاستثمار متعدد الأطراف        | 5 ديسمبر 1995        | 19 مارس 1993         |
|             | الأمم المتحدة                             | 2 مارس 1992          | 22 مايو 1992         |
|             | الفريق المعني برصد الأرض                  | ?                    | ?                    |
|             | منظمة حظر الأسلحة الكيميائية              | ?                    | ?                    |
|             | منظمة التجارة العالمية                    | 5 فبراير 2003        | ?                    |
|             | منظمة الشرطة الجنائية الدولية             | ?                    | ?                    |
|             | منظمة الأمن والتعاون في أوروبا            | 30 يناير 1992        | 24 مارس 1992         |
|             | مؤسسة التنمية الدولية                     | 25 أغسطس 1993        | 25 فبراير 1993       |
|             | يونسكو                                    | 9 يونيو 1992         | 1 يونيو 1992         |
|             | مجلس أوروبا                               | 25 يناير 2001        | ?                    |
|             | الاتحاد البريدي العالمي                   | ?                    | ?                    |
|             | البنك الدولي للإنشاء والتعمير             | 16 سبتمبر 1992       | 25 فبراير 1993       |
|             | الاتحاد الدولي للاتصالات                  | 30 يونيو 1992        | 3 يونيو 1992         |
|             | مؤسسة التمويل الدولية                     | 18 أبريل 1995        | 25 فبراير 1993       |
|             | المنظمة الأوروبية لسلامة الملاحة الجوية   | 2006                 | 1997                 |
|             | المركز الدولي لتسوية المنازعات الاستشارية | 16 أكتوبر 1992       | 22 أكتوبر 1998       |

## وصلات خارجية
- موقع وزارة الخارجية الأرمينية
- موقع وزارة الخارجية الكرواتية